# تغريد سنوار
تغريد سنوار دبلوماسية فلسطينية شغلت منصب سفيرة دولة فلسطين لدى زيمبابوي، وسفيرةً غير مقيمة لدى مالاوي وبوتسوانا. كما شغلت عملت مستشارةً في السفارة الفلسطينية لدى فرنسا، ومسؤولةً عن العلاقات الدولية بمكتب رئيس الوزراء الفلسطيني.

## عملها
في 16 أبريل 2016، سلّمت أوراق اعتمادها إلى رئيس زيمبابوي روبرت موغابي سفيرةً مقيمة لدولة فلسطين.
في 26 يوليو 2017، سلّمت أوراق اعتمادها إلى رئيس جمهورية مالاوي بيتر موثاريكا سفيرةً غير مقيمة لدولة فلسطين.
في 29 أكتوبر 2017، سلّمت أوراق اعتمادها إلى رئيس جمهورية بوتسوانا سيريتسي كاما ايان كاما سفيرةً غير مقيمة لدولة فلسطين.